# Куартас, Хайме
Хайме Куартас (исп. Jaime Cuartas; род. 28 октября 1975, Бельо, Антьокия) — колумбийский шахматист, гроссмейстер (2009).
В составе сборной Колумбии участник 7-и Олимпиад (2002—2014).

## Изменения рейтинга
| Графики недоступны из-за технических проблем. См. информацию на Фабрикаторе и на mediawiki.org. |